# Lista de ministros das Comunicações do Brasil
Esta é uma lista de ministros das Comunicações do Brasil.
O ministério foi extinto por meio da medida provisória n° 726, de 12 de maio de 2016 e sua estrutura passou a integrar o Ministério da Ciência, Tecnologia, Inovações e Comunicações (MCTIC).
Em 10 de junho de 2020, o presidente Jair Bolsonaro, através da medida provisória n° 980, de 10 de junho de 2020, dividiu o então MCTIC em duas pastas, recriando o Ministério das Comunicações.

## Ditadura militar(5.ª República)
| N.º | Foto                 | Nome                                                | Órgão                       | Início                | Fim                              | Presidente               |
| --- | -------------------- | --------------------------------------------------- | --------------------------- | --------------------- | -------------------------------- | ------------------------ |
| 1   |                      | Carlos Furtado de Simas (2 anos, 7 meses e 15 dias) | Ministério das Comunicações | 15 de março de 1967   | 31 de agosto de 1969             | Costa e Silva            |
| 1   | 31 de agosto de 1969 | Carlos Furtado de Simas (2 anos, 7 meses e 15 dias) | Ministério das Comunicações | 30 de outubro de 1969 | Junta militar brasileira de 1969 |                          |
| 2   |                      | Hygino Corsetti (4 anos, 8 meses e 13 dias)         | Ministério das Comunicações | 30 de outubro de 1969 | 15 de março de 1974              | Emílio Garrastazu Médici |
| 3   |                      | Euclides Quandt de Oliveira (5 anos)                | Ministério das Comunicações | 15 de março de 1974   | 15 de março de 1979              | Ernesto Geisel           |
| 4   |                      | Haroldo Corrêa de Mattos (6 anos)                   | Ministério das Comunicações | 15 de março de 1979   | 15 de março de 1985              | João Figueiredo          |

## Nova República(6.ª República)
| N.º     | Foto    | Nome                                                 | Órgão                                     | Início                 | Fim                    | Presidente                |
| ------- | ------- | ---------------------------------------------------- | ----------------------------------------- | ---------------------- | ---------------------- | ------------------------- |
| 5       |         | Antônio Carlos Magalhães (5 anos)                    | Ministério das Comunicações               | 15 de março de 1985    | 15 de março de 1990    | José Sarney               |
| 6       |         | Ozires Silva (1 ano e 12 dias)                       | Ministério da Infra-Estrutura             | 15 de março de 1990    | 27 de março de 1991    | Fernando Collor           |
| 7       |         | Eduardo de Freitas Teixeira (1 mês e 13 dias)        | Ministério da Infra-Estrutura             | 27 de março de 1991    | 10 de maio de 1991     | Fernando Collor           |
| 8       |         | João Eduardo Cerdeira de Santana (11 meses e 4 dias) | Ministério da Infra-Estrutura             | 10 de maio de 1991     | 14 de abril de 1992    | Fernando Collor           |
| 9       |         | Affonso Camargo Neto (5 meses e 18 dias)             | Ministério dos Transportes e Comunicações | 14 de abril de 1992    | 2 de outubro de 1992   | Fernando Collor           |
| 10      |         | Hugo Napoleão do Rego Neto (1 ano e 4 dias)          | Ministério das Comunicações               | 19 de outubro de 1992  | 23 de dezembro de 1993 | Itamar Franco             |
| 11      |         | Djalma Bastos de Morais (1 ano e 9 dias)             | Ministério das Comunicações               | 23 de dezembro de 1993 | 1 de janeiro de 1995   | Itamar Franco             |
| 12      |         | Sérgio Motta (3 anos, 3 meses e 29 dias)             | Ministério das Comunicações               | 1 de janeiro de 1995   | 30 de abril de 1998    | Fernando Henrique Cardoso |
| 13      |         | Luiz Carlos Mendonça de Barros (8 meses e 2 dias)    | Ministério das Comunicações               | 30 de abril de 1998    | 1 de janeiro de 1999   | Fernando Henrique Cardoso |
| 14      |         | Pimenta da Veiga (3 anos, 3 meses e 2 dias)          | Ministério das Comunicações               | 1 de janeiro de 1999   | 3 de abril de 2002     | Fernando Henrique Cardoso |
| 15      |         | Juarez Quadros (8 meses e 29 dias)                   | Ministério das Comunicações               | 3 de abril de 2002     | 1 de janeiro de 2003   | Fernando Henrique Cardoso |
| 16      |         | Miro Teixeira (1 ano e 22 dias)                      | Ministério das Comunicações               | 1 de janeiro de 2003   | 23 de janeiro de 2004  | Luiz Inácio Lula da Silva |
| 17      |         | Eunício Oliveira (1 ano, 5 meses e 15 dias)          | Ministério das Comunicações               | 23 de janeiro de 2004  | 8 de julho de 2005     | Luiz Inácio Lula da Silva |
| 18      |         | Hélio Costa (4 anos, 8 meses e 23 dias)              | Ministério das Comunicações               | 8 de julho de 2005     | 31 de março de 2010    | Luiz Inácio Lula da Silva |
| 19      |         | José Artur Filardi (9 meses)                         | Ministério das Comunicações               | 31 de março de 2010    | 1 de janeiro de 2011   | Luiz Inácio Lula da Silva |
| 20      |         | Paulo Bernardo (4 anos)                              | Ministério das Comunicações               | 1 de janeiro de 2011   | 1 de janeiro de 2015   | Dilma Rousseff            |
| 21      |         | Ricardo Berzoini (9 meses e 4 dias)                  | Ministério das Comunicações               | 1 de janeiro de 2015   | 5 de outubro de 2015   | Dilma Rousseff            |
| 22      |         | André Figueiredo (7 meses e 7 dias)                  | Ministério das Comunicações               | 5 de outubro de 2015   | 12 de maio de 2016     | Dilma Rousseff            |
| Extinto | Extinto | Extinto                                              | Extinto                                   | 12 de maio de 2016     | 1 de janeiro de 2019   | Michel Temer              |
| Extinto | Extinto | Extinto                                              | Extinto                                   | 1 de janeiro de 2019   | 17 de junho de 2020    | Jair Bolsonaro            |
| 23      |         | Fábio Faria (2 anos, 6 meses e 4 dias)               | Ministério das Comunicações               | 17 de junho de 2020    | 21 de dezembro de 2022 | Jair Bolsonaro            |
| —       |         | Maria Estella Dantas (interina, 11 dias)             | Ministério das Comunicações               | 21 de dezembro de 2022 | 1 de janeiro de 2023   | Jair Bolsonaro            |
| 24      |         | Juscelino Filho (2 anos, 3 meses e 8 dias)           | Ministério das Comunicações               | 1 de janeiro de 2023   | 9 de abril de 2025     | Luiz Inácio Lula da Silva |
| —       |         | Sônia Faustino Mendes (interina, 15 dias)            | Ministério das Comunicações               | 9 de abril de 2025     | 24 de abril de 2025    | Luiz Inácio Lula da Silva |
| 25      |         | Frederico Siqueira (14 dias)                         | Ministério das Comunicações               | 24 de abril de 2025    | —                      | Luiz Inácio Lula da Silva |